# Industry Foundation Classes
Pour les articles homonymes, voir IFC.
L'IFC (Industry Foundation Classes) est un modèle de donnée d'objet basé sur le langage EXPRESS. Il est utilisé par l'industrie du bâtiment comme standard ouvert (norme ISO 16739) pour les maquettes numériques BIM. Il sert de format indépendant pour échanger et partager des informations entre logiciels.

## Origine des IFC
Ce standard est né de l'initiative de l'IAI (International Alliance for Interoperability), renommée depuis buildingSMART, associant des entreprises du secteur de la construction et des éditeurs de logiciels. Cette organisation est divisée en chapitres nationaux dont Mediaconstruct est le représentant français. Elle a pour objectif principal de favoriser l'interopérabilité des logiciels dans le secteur de la Construction.

## Objectif des IFC
l'IFC est un formalisme dérivé de STEP. L'objectif est donc le même : remplacer un système d'information fragmenté en une solution interopérable autour d'un modèle de données commun. Tous les acteurs d'un projet de bâtiment (architectes, bureaux d'étude, maîtres d'ouvrage, entreprises ...) enrichissent un modèle commun du projet. En utilisant des logiciels compatibles IFC, ils n'ont plus à traduire, souvent manuellement, des données d'un format à un autre. La productivité est augmentée, les pertes et les altérations de données sont fortement réduites, y compris pour les données non géométriques (coût, process, etc.).

## Building Information Modeling
L'IFC est le format d'échange standard utilisé communément par les logiciels permettant le travail en BIM (Building Information Modeling).
Dans l'acception du BIM, le format IFC, standard ouvert compréhensible de tous les acteurs de la construction, organise les objets de l'industrie de la construction autour d'un modèle informatique 3D : la maquette numérique. Ces objets peuvent contenir des informations sur le cycle de vie complet d'un bâtiment incluant les débuts (à savoir la conception, la documentation et la construction), l'exploitation des bâtiments, la gestion des installations (facility management) et, enfin, la démolition et l'élimination.
L'IFC contient pour chaque objet sa géométrie (s'il en a une) et les informations qui y sont rattachées (par exemple le coût, des informations sur le fabricant, ...).

## Spécification des IFC
Le modèle de données IFC est spécifié en langage EXPRESS, conforme à la norme ISO 10303-11 (STEP part 11). C'est un modèle orienté objet qui définit des classes associées à tous les objets de construction. Un modèle d'ouvrage est donc un ensemble hiérarchisé d'instances de classes du modèle IFC. Les échanges s'effectuent par l'intermédiaire de fichiers STEP-21 (ISO 10303-21) ou de fichiers XML (ifcXML).
Par exemple, la hiérarchisation d'un bâtiment s'effectue ainsi :
- un site contient plusieurs bâtiments.
- un bâtiment contient plusieurs étages
- un étage contient plusieurs salles etc.

## Historique des IFC
| Version      | Année         | Etat                                                                |
| ------------ | ------------- | ------------------------------------------------------------------- |
| IFC 1.0      | Janvier 1997  | Dépassé                                                             |
| IFC 1.5      | Décembre 1997 | Dépassé                                                             |
| IFC 1.5.1    | Juillet 1998  | Dépassé                                                             |
| IFC 2.0      | Avril 1999    | Dépassé                                                             |
| IFC 2x       | Octobre 2000  | Dépassé                                                             |
| IFC 2x       | Octobre 2001  | Dépassé                                                             |
| IFC 2x2      | Mai 2003      | Dépassé                                                             |
| IFC 2x2-Add1 | Juillet 2004  | Dépassé                                                             |
| IFC 2x3      | Février 2006  |                                                                     |
| IFC XML2x3   | Juin 2007     |                                                                     |
| IFC 2x3-TC1  | Juillet 2007  | Recommandé                                                          |
| IFC4         | Mars 2013     | Graphisoft Archicad 23 certifié import/export depuis septembre 2019 |
| IFC4 Add1    | Août 2015     | Graphisoft Archicad 23 certifié import/export depuis septembre 2019 |
| IFC4 Add2    | Juillet 2016  | Graphisoft Archicad 23 certifié import/export depuis septembre 2019 |

## Formats
| Format  | Définition |
| ------- | --- |
| .ifc    | Fichier IFC utilisant la structure STEP conformément à la norme ISO10303-21. La structuration des données est faite selon les spécifications Express. C'est le format d'échange le plus couramment utilisé. |
| .ifcXML | Fichier IFC utilisant la structure XML. Le format .ifcXML peut être généré directement par l'application ou à partir d'un fichier .ifc, conformément à la norme ISO10303-28 qui décrit la représentation XML des schémas et données Express. Le format .ifcXML est en moyenne 300-400% plus gros que le fichier .ifc |
| .ifcZIP | Fichier IFC utilisant l'algorithme de compression PKZIP 2.04g |

## Exploitation des IFC en France
En France peu d'acteurs BTP connaissent les IFC. Les échanges informatisés restent basés sur le format DXF/DWG et les informations non géométriques restent des documents n'utilisant pas une structuration standardisée. Plus globalement, les liasses de plans restent la référence pour décrire entièrement un modèle de bâtiment. Certes les échanges informatisés font partie du quotidien des ingénieurs et des architectes, mais ils n'aboutissent pas encore à la création d'une maquette numérique de construction commune. Cette dernière n'assure pas encore assez de flexibilité et de responsabilisation juridique par rapport à l'armoire à plans classique.
Fort heureusement, de nombreuses initiatives tendent à promouvoir et améliorer l'accessibilité des IFC. Le Centre scientifique et technique du bâtiment (CSTB) propose des plates-formes logicielles ainsi qu'un environnement virtuel complet pour faire bénéficier le secteur de la construction des nouvelles technologies de l'information.
Dans le domaine du Facility Management, c'est-à-dire la gestion de l'immeuble une fois sa construction achevée, les IFC rencontrent un succès grandissant auprès des grands comptes. Ceci est dû, en particulier, aux initiatives de sociétés privées qui proposent des plateformes pour la gestion de l'immeuble s'appuyant en natif sur le standard des IFC, et des administrations, qui participent à des projets pour promouvoir l'emploi du format IFC.

## Extensions des IFC au génie civil
L'actuel format IFC (IFC 4) intègre 776 classes et sous-classes pour faciliter l’intégration des modèles au sein des SIG ainsi qu'un modèle de description de pont. L'extension aux ponts est un projet faisant intervenir le SETRA et le CSTB, il fait de plus l'objet d'un partenariat international franco-japonais SAKURA.

## Logiciels

### Logiciels fournissant des IFC certifiés en export IFC 4[5]
- ArchiCAD de Graphisoft (Groupe Nemetschek)
- Tekla Structures de Tekla  (Groupe Trimble)
- VectorWorks Architecte de Nemetschek
- Revit, la série de Autodesk

### Logiciels fournissant des IFC certifiés en import ainsi qu'en export IFC 2X3[5]
- AECOsim Building Designer du groupe Bentley Systems
- Allplan du groupe Nemetschek
- ArchiCAD de Graphisoft (Groupe Nemetschek)
- Scia Engineer du groupe Nemetschek
- Tekla Structures de Tekla  (Groupe Trimble)
- VectorWorks Architecte de Nemetschek
- Revit, la série de Autodesk

### Logiciels fournissant des IFC certifiés en importouen export[6]
- ACTIVe3D
- CATIA 3DEXPERIENCE platform
- AutoCAD Architecture
- ARC+ X10
- Data Design System (en) (DDS)
- Digital Project
- EliteCAD
- Magicad
- MicroStation Triforma et ses verticales
- Revit,la série de Autodesk
- Solibri Model Checker (nl)
- Novapoint Base (solution Trimble)
- cadwork conception (import)
- cadwork (export)

### Logiciels fournissant des IFC non certifiés[7]
- Adobe Acrobat
- ActiveFacility
- Aveva Bocad
- Aveva E3D Design
- ESRI ArcGIS
- Oracle Autovue
- Asite Collaborative Bulding Information Model (BIM)
- BuildingExplorer
- CADdict
- Clima-WIN
- COVADIS
- CrossManager[8]
- CrossCad/Ware[8]
- CYPECAD
- Cypebat
- Dietrich's
- FME
- GEOMAP GiS
- Graitec Advance Design
- Graitec Advance BIM Designers
- InfoCAD
- Octaga, real-time 3D visualization
- Pamir (MiTek)
- Progiscad Adcof & Adfer
- Rhino3d also Grasshopper 3D
- Rhinoceros
- simplebim
- SOFiSTiK
- TopSolid

### Visionneuses IFC
Une liste de visionneuses IFC est disponible à l'adresse suivante 

### Open Source
Différents applicatifs sont disponibles à l'adresse suivante 

### Autres
- ACTIVe3D